# Limnephilus janus
Limnephilus janus is een schietmot uit de familie Limnephilidae. De soort komt voor in het Nearctisch gebied.